# Головні пункти для переговорів про договір з ханом та Кримською державою
Головні́ пу́нкти для перегово́рів про до́говір з ха́ном та Кри́мською держа́вою 1710 — пам'ятка української політичної та правової думки, латиномовна інструкція, підготовлена гетьманом Пилипом Орликом для української делегації на переговорах із кримським ханом Девлет-Гіреєм II. Документ не датовано, написано у листопаді–грудні 1710. Складається з 23 пунктів. Українська сторона — учасник майбутнього договору — в Puncta compendiosa визначається як нація та держава — малоросійський народ і Військо Запорозьке (пункт 1 та ін.). Синонімом «Війська Запорозького» як назви держави виступає «Україна» (пункт 4 та ін.). Укладач інструкції джерело походження української держави та формування її теренів вбачає в етнічному самовизначенні української нації, оперуючи при цьому поняттям «козацької» етнічної нації, яке охоплює населення Наддніпрянської України, слобідське (пункт 10, 11) та донське козацтво (пункт 20). Відносини з Кримським ханством визначалися інструкцією як безстрокове партнерство та військовий союз. Кримський хан мав визнати протекторат над Гетьманщиною шведського короля (пункт 1). Зобов'язання ханського уряду мали поширюватися також на Османську імперію (пункт 4 та ін.). Крим, разом із Шведським королівством, мав укласти договір з Російською державою (після закінчення війни), що гарантував би відмову царського уряду від претензій на територію Гетьманщини (пункт 19). Передбачалося погодження зовнішньої політики сторін (пункт 6). Гетьманщина мала обіймати територію по обидва боки р. Дніпро (у кордонах, визначених Зборівським договором Криму з Польщею 1649), а також Ханську Україну в межиріччі Дніпра та Півд. Бугу (пункт 14), Слобідську Україну (пункт 11) та Всевелике військо Донське (пункт 20). Передбачалася тристороння гарантія Кримського ханства, Шведського королівства та Османської імперії щодо недоторканності кордонів Гетьманщини (пункти 12, 13, 19). Вказувалося на зовнішню та внутрішню суверенність гетьманської влади (пункт 21). У пункті 23 ханський уряд застерігається від спроб впливати на обрання гетьмана. На теренах Гетьманщини Криму заборонялося мати фортеці (пункт 4); змінювати тут законодавство чи поширювати сюди юрисдикцію кримських судів (пункти 4, 5, 15). Водночас пункти 7, 17, 22 передбачали надання Кримським ханством гарантій та допомоги гетьману у внутрішньо-політичних питаннях. Купці з Гетьманщини мали отримати митні пільги в Кримському ханстві (пункт 18). Непрямо визнавався автономний статус території Вольностей Війська Запорозького низового у складі Гетьманщини (пункт 14). Puncta compendiosa вперше опублікована 1847 О.Бодянським з копії 18 ст., зробленої М.Ханенком. Є підстави вважати, що існували інші, відмінні за змістом варіанти пам'ятки. Документ є найбільш досконалою програмою розвитку нормативної бази відносин Гетьманщини з Кримським ханством. У ньому вперше П.Орликом та мазепинською еміграцією була запропонована ідея багатосторонніх зовнішніх гарантій української державності й територіальної цілісності.